# Salinas y Arenales de San Pedro del Pinatar
El Parque Regional Salinas y Arenales de San Pedro del Pinatar es un Espacio Natural Protegido (Parque natural) de la Región de Murcia, en España. Es un humedal con arenales situado en la parte norte del Mar Menor. En el interior del espacio protegido existe un puerto y unas salinas en explotación. En verano sus playas están bastante concurridas, existiendo una tradición en baños de lodo.

## Generalidades
En 1985 se consideran como reserva natural protegida y en 1992 se convierten en Parque Regional.
Se trata de una zona húmeda con arenales que limita al sur con las encañizadas, que comunican el Mar Menor con el Mediterráneo. Desde 1994 se incluye en la Lista de Humedales de Importancia Internacional (según el convenio RAMSAR), junto al Mar Menor. A partir de 1998 se considera como Zona de especial protección para las aves (ZEPA), por tanto pertenece a la Red Natura 2000 de la Unión Europea. Forma parte importante del Mar Menor que es una Zona Especialmente Protegida de Importancia para el Mediterráneo (ZEPIM). Tiene una extensión de 856 hectáreas y pertenece a los municipios de San Pedro del Pinatar y San Javier. Desde enero de 2002 funciona el Centro de Visitantes "Las Salinas" a la entrada al Parque Regional. Es, por lo tanto, una zona de gran relevancia por su diversidad de especies y sus características físicas.
En este caso se trata de hacer compatible la conservación de su riqueza natural con la explotación de Las Salinas. Aunque se encuentra rodeado de una gran presión urbanística, como sucede, en general, en todo el litoral mediterráneo. Por consiguiente, se produce una confluencia de intereses turísticos, ambientales y comerciales con una cierta "tensión entre ellos". Como primera aproximación conviene saber que en el parque (o sus inmediaciones) se encuentran: seis playas; un puerto con uso: pesquero, deportivo y acuícola; la explotación salinera; varios restaurantes; un cordón dunar natural de 7 km de longitud; y una flora y fauna de gran importancia.

## Medio ambiente
Desde un aspecto geomorfológico destacan las dunas y arenales costeros que se suelen presentar en los húmedales costeros. A nivel marino existen barras arenosas que amortiguan el oleaje en las zonas de Mar Mediterráneo. Por otro lado cabe destacar la importancia de praderas de Posidonia oceánica en los fondos marinos del Mar Mediterráneo.
En el Parque se pueden encontrar diversos ecosistemas: estanques salineros, pinar, carrizal, saladar, dunas y encañizadas.

### Flora
Hay plantas de saladar y estepa salina como la siempreviva (Limonium cossonianum) y la salicornia (Sarcocornia fruticosa) o almarjo (Arthrocnemum macrostachyum) en las zonas encharcadas; cerca de la playa puede encontrarse oruga de mar (Cakile maritima) y cardo marítimo (Eryngium maritimum); en la zona de dunas se puede encontrar barrón (Ammophila arenaria), el cuernecillo de mar (Lotus creticus) y azucena de mar (Pancratium maritimum); en las dunas más estables está el matorral mediterráneo con especies como el esparto(Stipa tenacissima), el albardín(Lygeum spartum), lentisco (Pistacia lentiscus), espino negro(Rhamnus lycioides), pino carrasco(Pinus halepensis), juncos, así como algunos pies de sabina costera (Juniperus turbinata). 
Se puede decir que mantiene una amplia representación de endemismos exclusivos del sureste peninsular como tamarilla del arenal (Helianthemum marminorense) y falso tomillo o tomillo sapero (Frankenia corymbosa), destacando el cachapedo(Senecio glaucus subsp. glaucus) que es una rareza en Europa Occidental, y, especialmente el endemismo exclusivo del Mar Menor, recientemente descrito, esparraguera del Mar Menor (Asparagus macrorrhizus).
Otro aspecto muy importante es la flora marina, destacando las praderas de Posidonia oceanica; sus arribazones y restos se encuentran con facilidad en las playas mediterráneas.

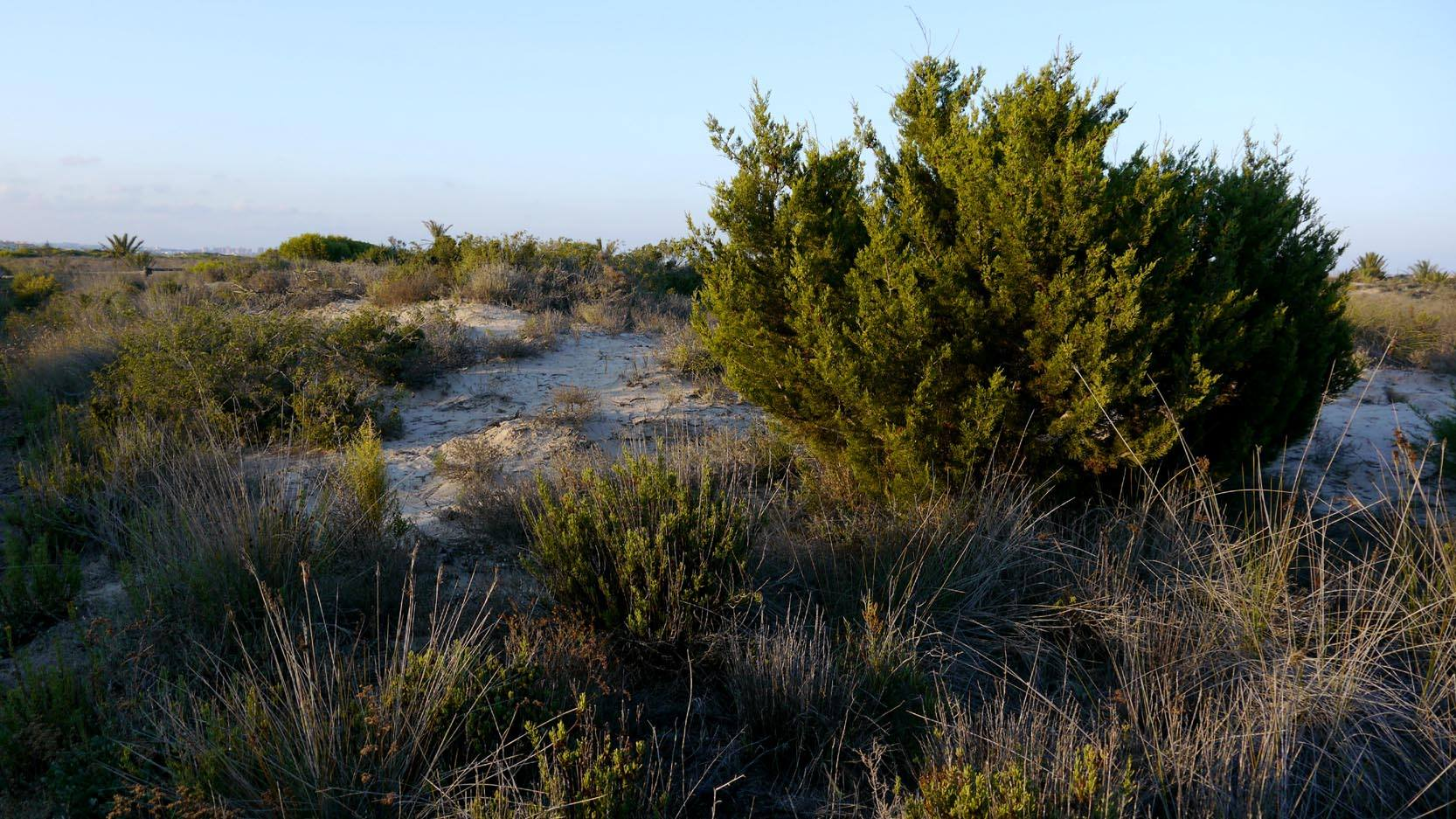
Sabina de las dunas (Juniperus turbinata) en peligro de extinción.
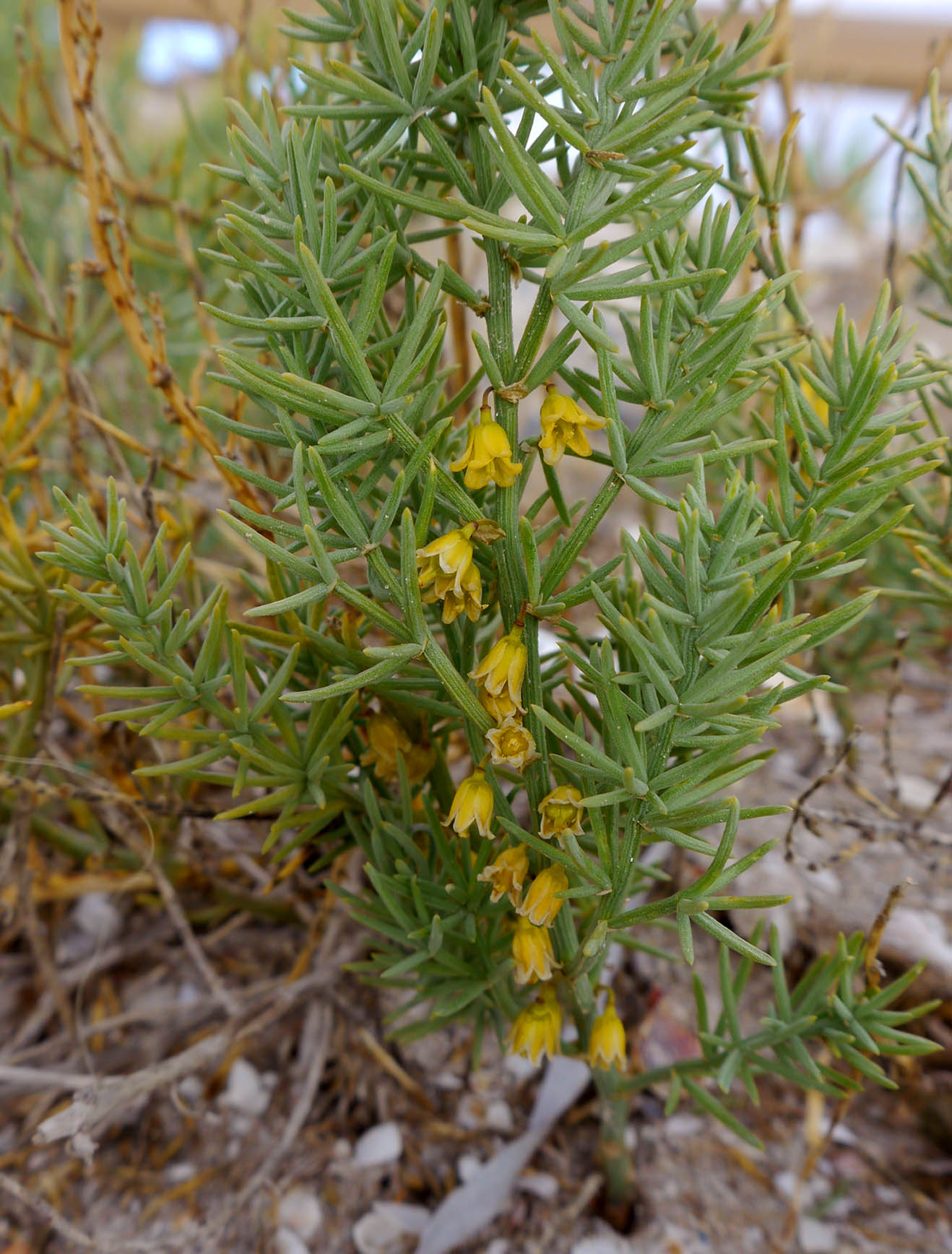
esparraguera del Mar Menor en Veneziola, en el límite sur del parque especie endémica en peligro crítico de extinción.
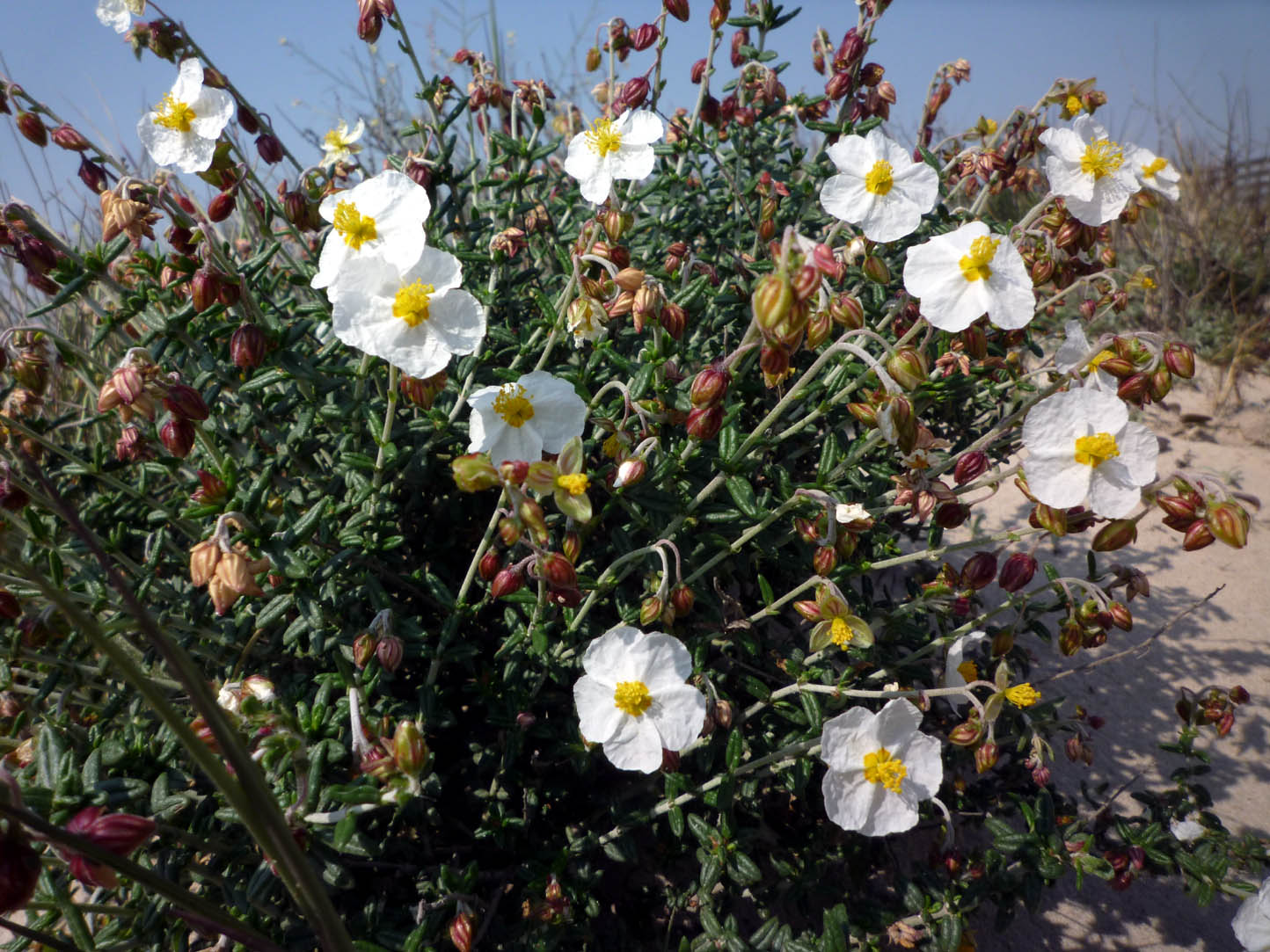
Jarilla del Mar Menor (Helianthemum marminorense) .
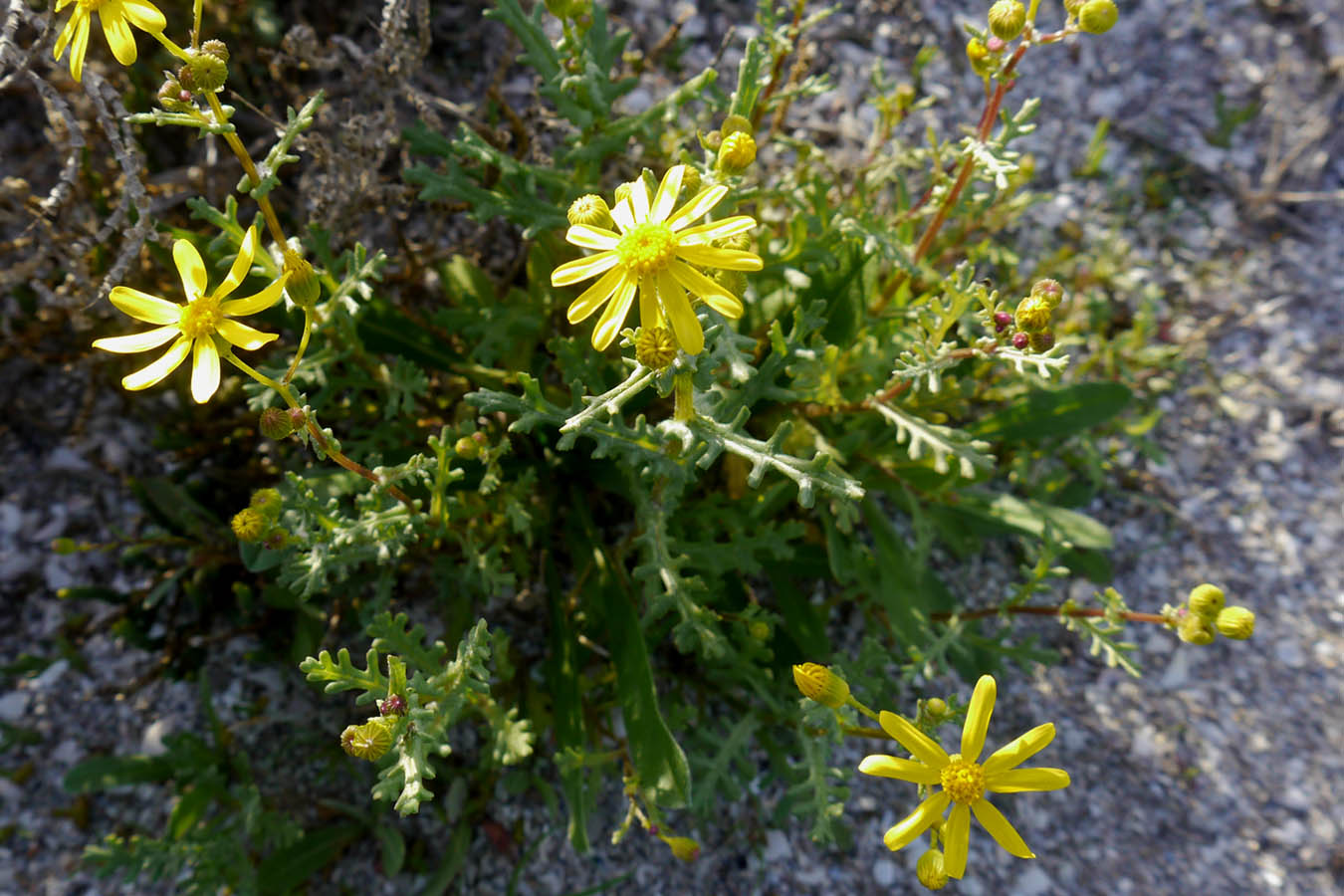
Senecio glaucus.
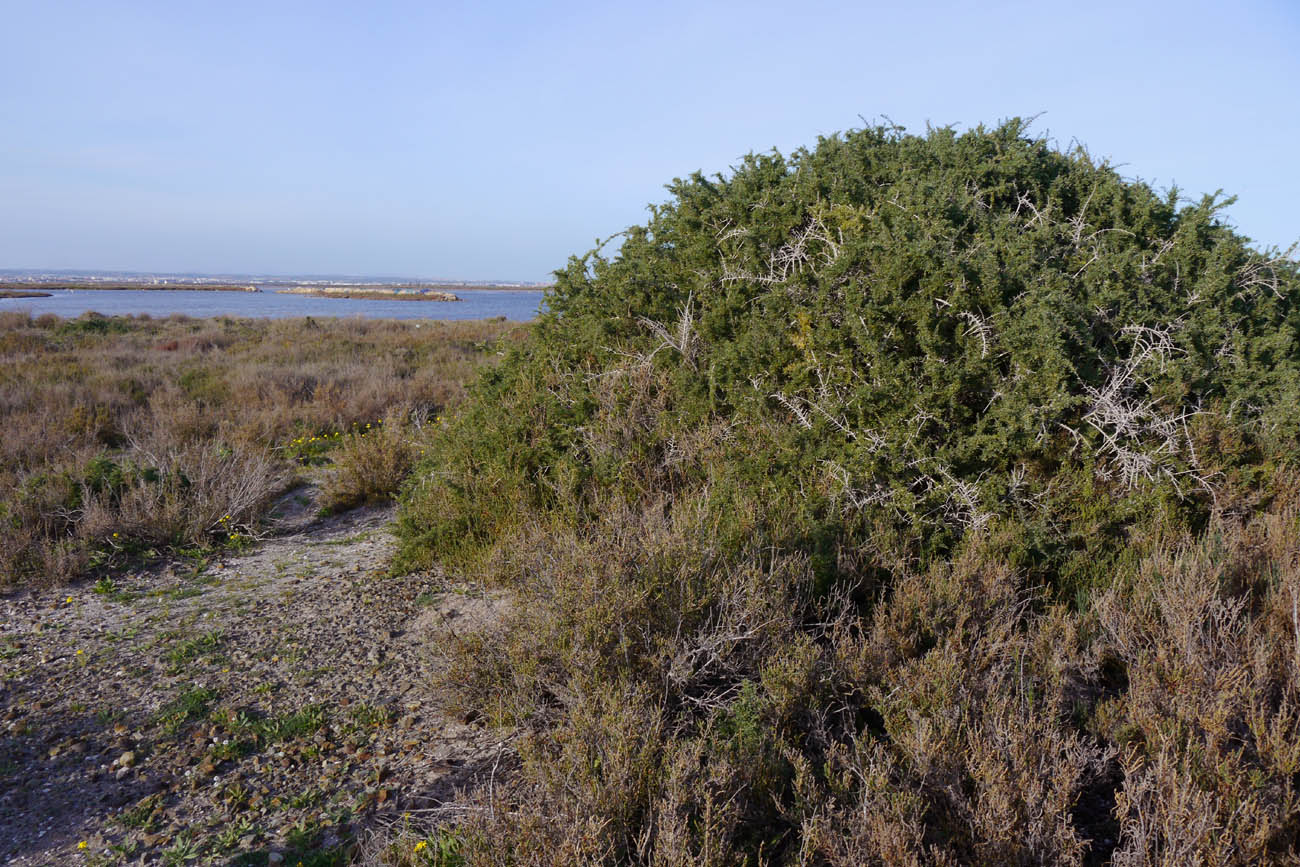
Cambrón (Lycium intricatum).

### Fauna
- Aves acuáticas: avoceta (Recurvirostra avosetta), cigüeñuela (Himantopus himantopus), chorlitejo patinegro (Charadrius alexandrinus), charrancito (Sterna albifrons), pagaza piconegra (Gelochelidon nilotica), zarapito (Numenius arquata), aguja (Limosa lapponica), archibebe (Tringa sp.), etc.; garzas (como Ardea cinerea); tarro blanco (Tadorna tadorna), cormorán grande (Phalacrocorax carbo), alcaraván (Burhinus oedicnemus), combatiente (Philomachus pugnax), somormujo (Podiceps cristatus), zampullin cuellinegro (Podiceps nigricollis), martinete (Nycticorax nycticorax), paloma torcaz, ánades, gaviotas (en especial gaviota patiamarilla) y flamencos rosados(Phoenicopterus roseus).
- Reptiles: eslizón ibérico (Chalcides bedriagai),  lagartija colirroja (Acanthodactylus erythrurus), camaleón común (Chamaeleo chamaeleon) (introducido).
- Insectos: en peligro de extinción el escarabajo Scarites eurytus.
- Crustáceos, como Artemia salina.
- Peces: en peligro de extinción el fartet (Aphanius iberus) que es un endemismo ibérico.
- Mamíferos: musaraña, musarañita y comadreja. También existen diferentes variedades de murciélagos como Miniopterus schreibersii, Myotis capaccinii, Myotis myotis, Rhinolophus euryale y Rhinolophus ferrumequinum.

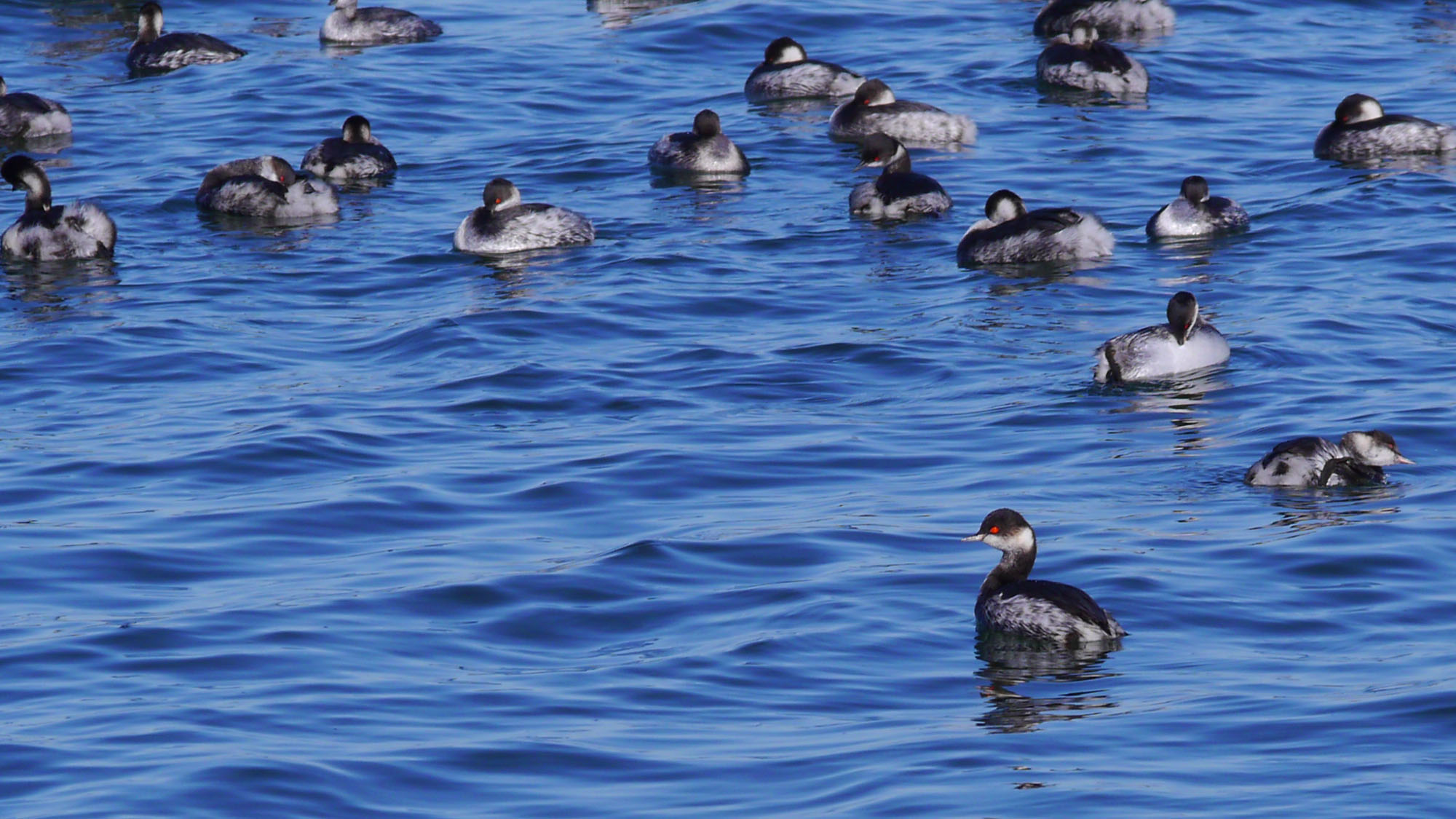
Bandada de zampullines (Podiceps nigricollis) con plumaje invernal en las salinas.
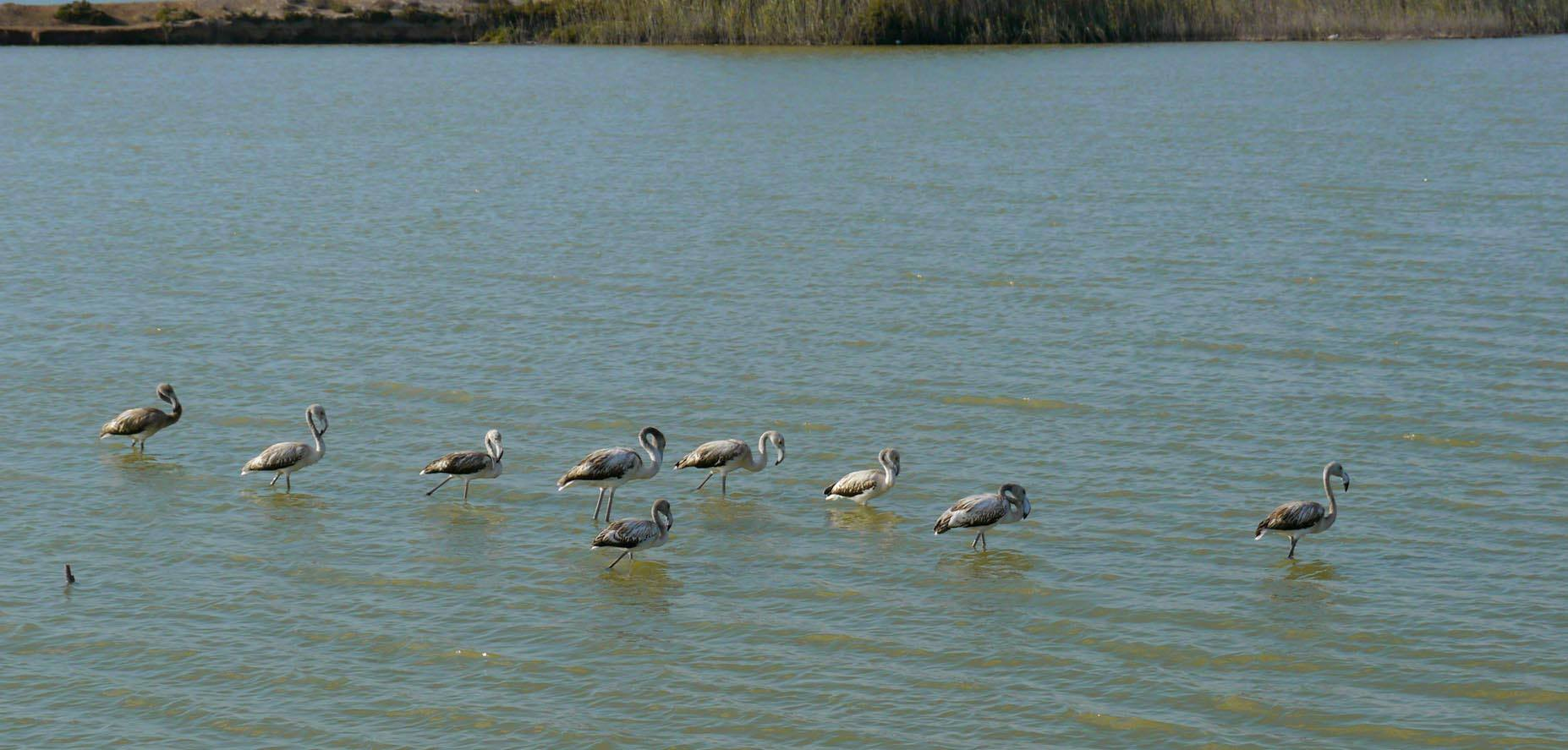
Flamencos (Phoenicopterus roseus) juveniles en las salinas.
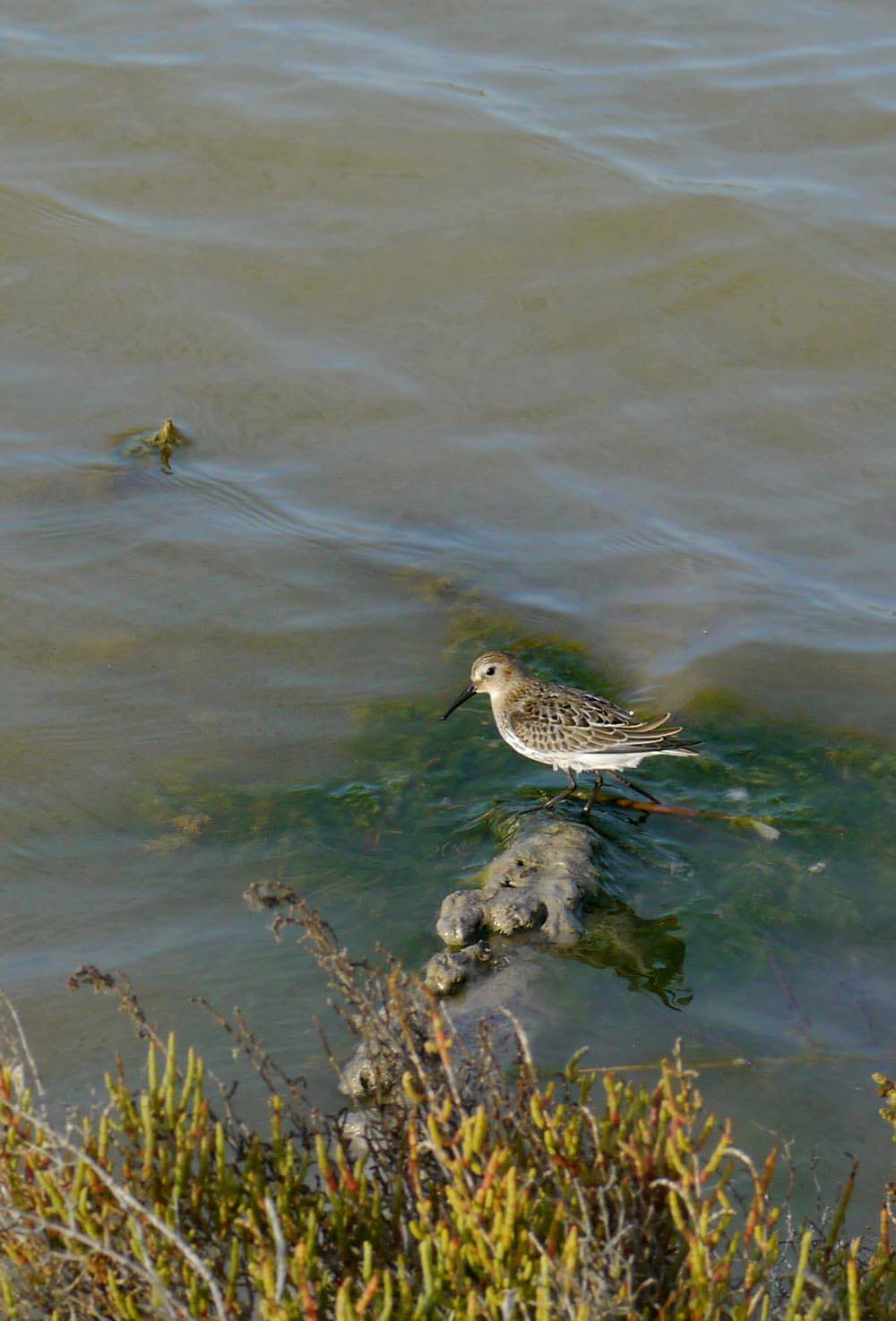
Correlimos (Calidris alpina) en las salinas.
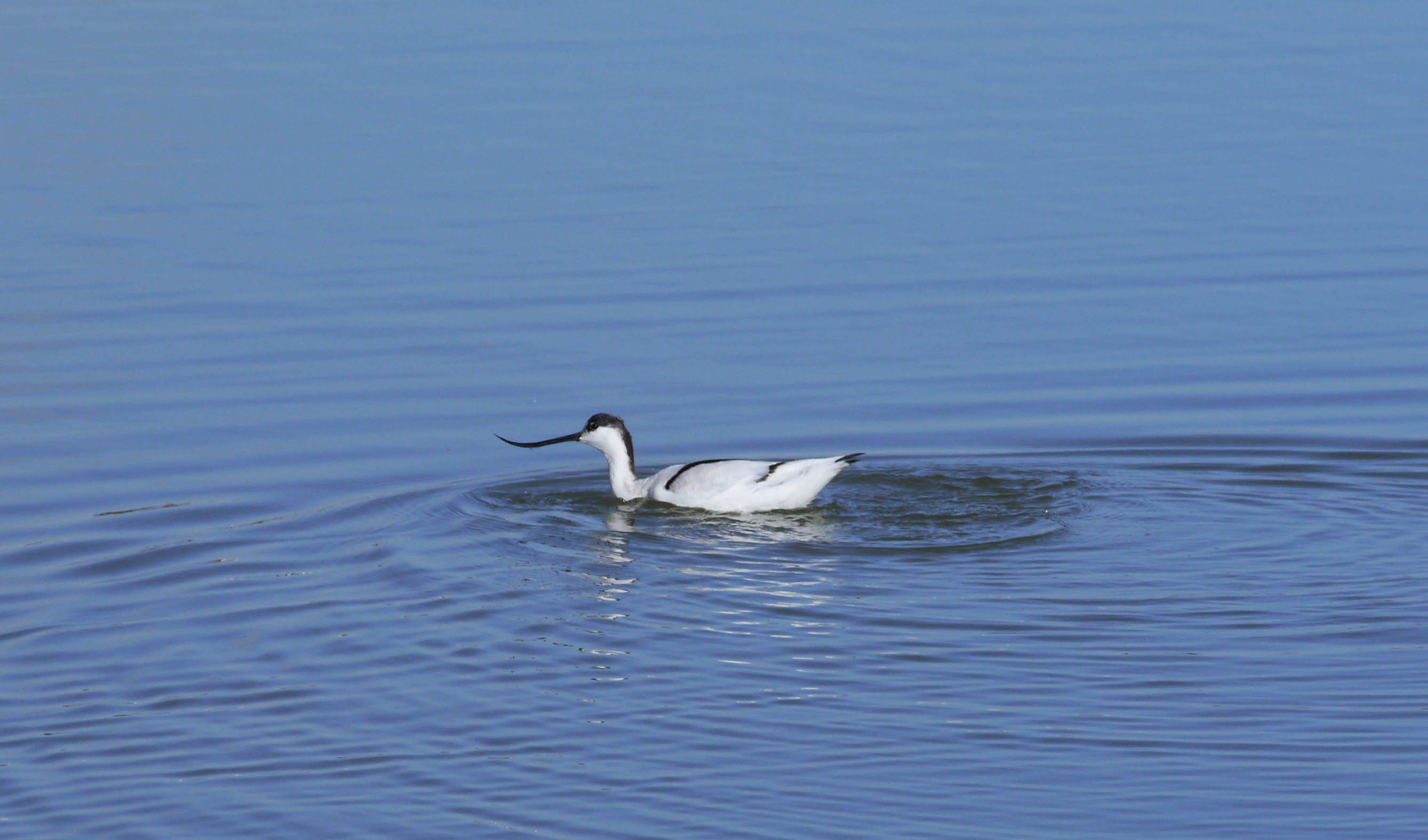
Avoceta (Recurvirostra avosetta) en las salinas.
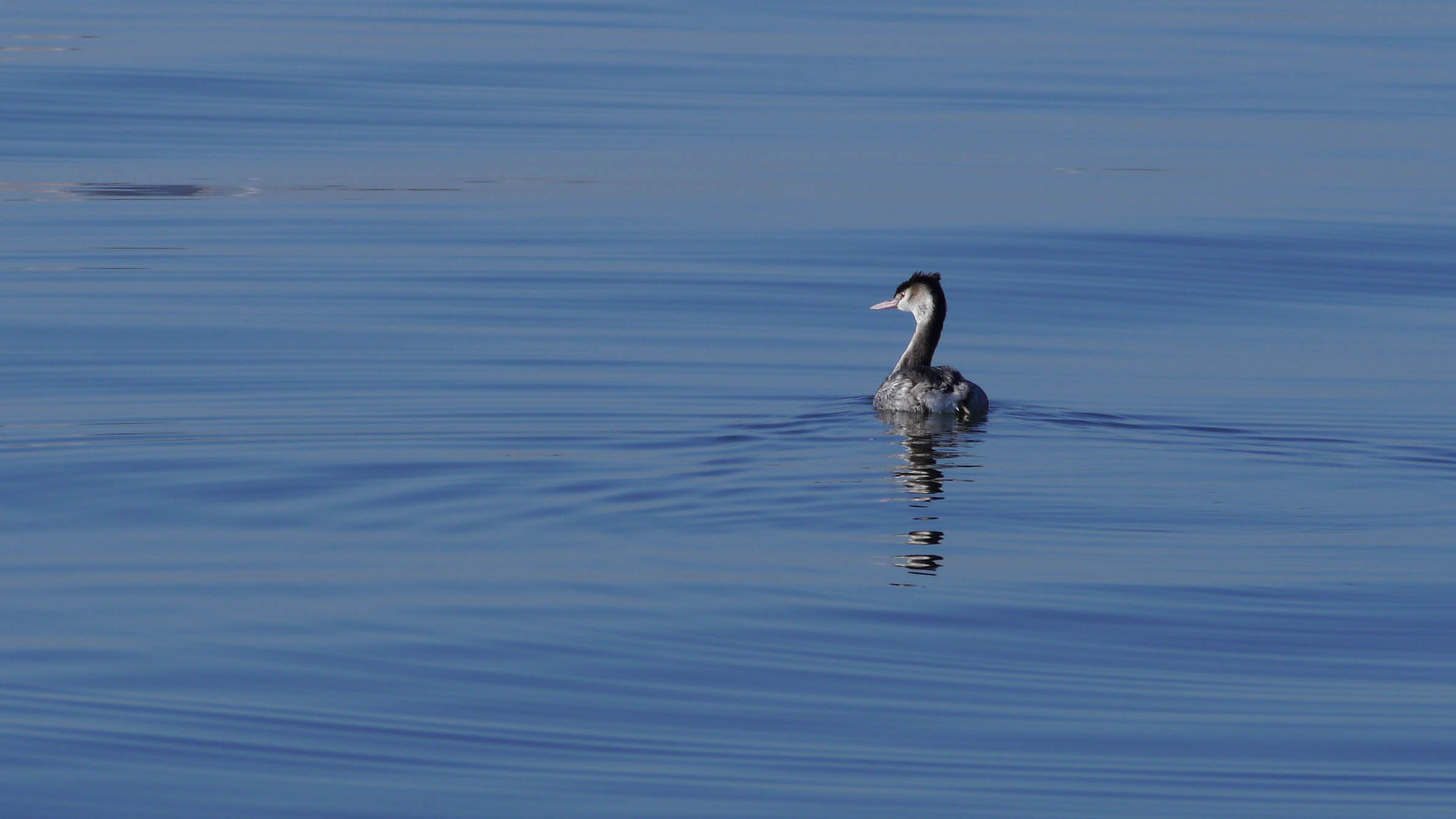
Somormujo (Podiceps cristatus) en las salinas.
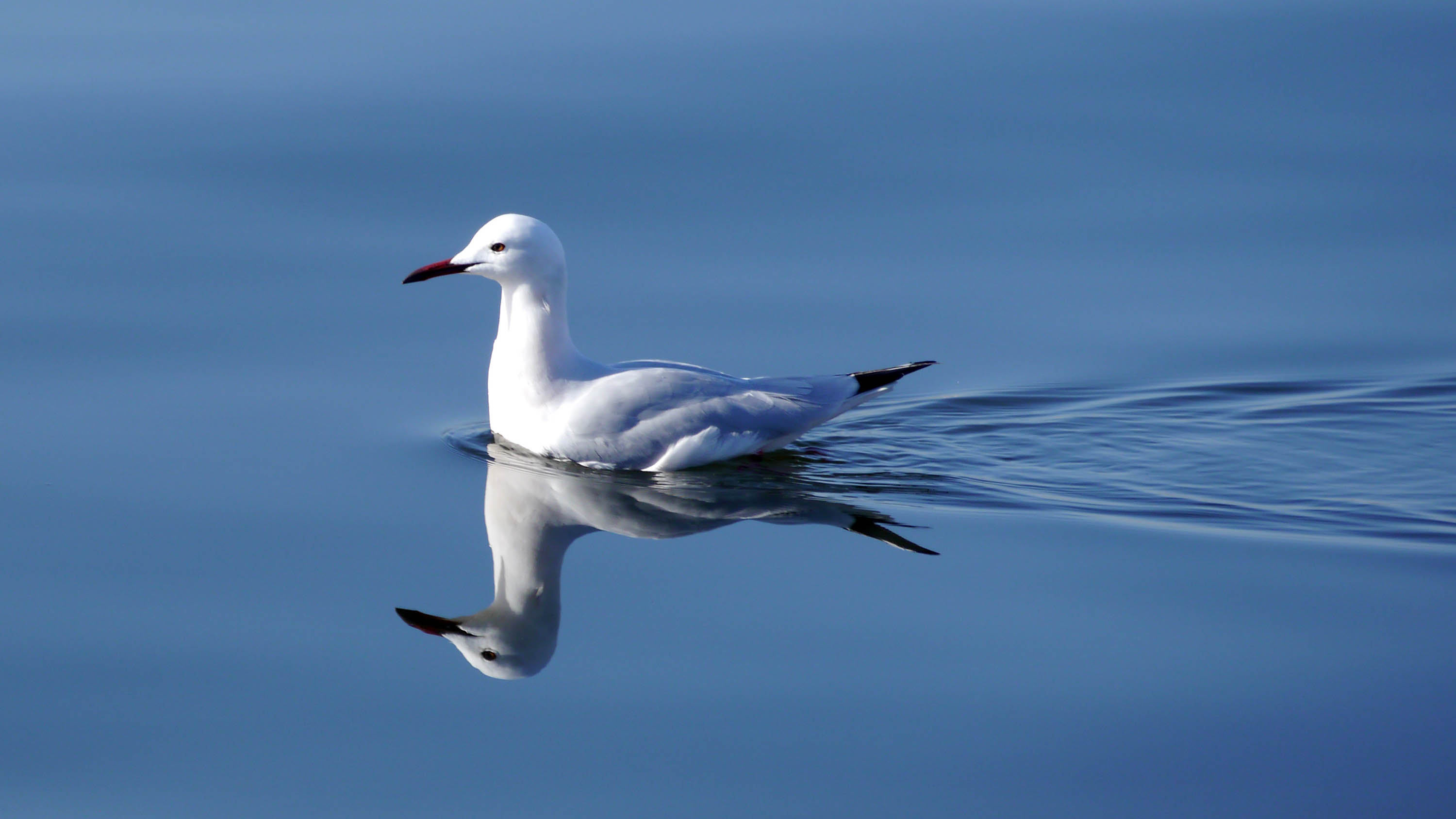
Gaviota picofina (Larus genei) en las salinas.

### Playas
El Parque Regional dispone de más de ocho kilómetros de playas. En el Mar Mediterráneo se encuentran las populares playas de La Llana que son tres: playa de Las Salinas, playa de la Barraca quemada y playa de Punta de Algas; así como la playa de la Torre derribada y la playa de El Mojón. En el Mar Menor se encuentra la playa de La Mota, junto a esta se encuentra la charca en la que se suelen realizar los baños de lodo.

#### Baños de lodo
El lodo es sacado del fondo de la charca; tiene un color gris oscuro y consistencia cremosa. El lodo se aplica en las zonas del cuerpo que se desee tratar, se deja secar al sol y una vez seco hay que bañarse en la misma charca salada donde se recogió . Lo utilizan las personas que sufren dolores crónicos, así como para diversas enfermedades cutáneas: las que padecen de soriasis tienen un gran alivio si siguen un tratamiento continuo de quince días.

### Lugares de interés
- Centro de Visitantes "Las Salinas": con explicaciones sobre el parque.
- Observatorios a lo largo de los itinerarios recomendados en el parque.
- Playas y charcas, con posibilidad de usos recreativos controlados.
- Encañizadas en los límites del parque con La Manga.

## Algunas imágenes del parque

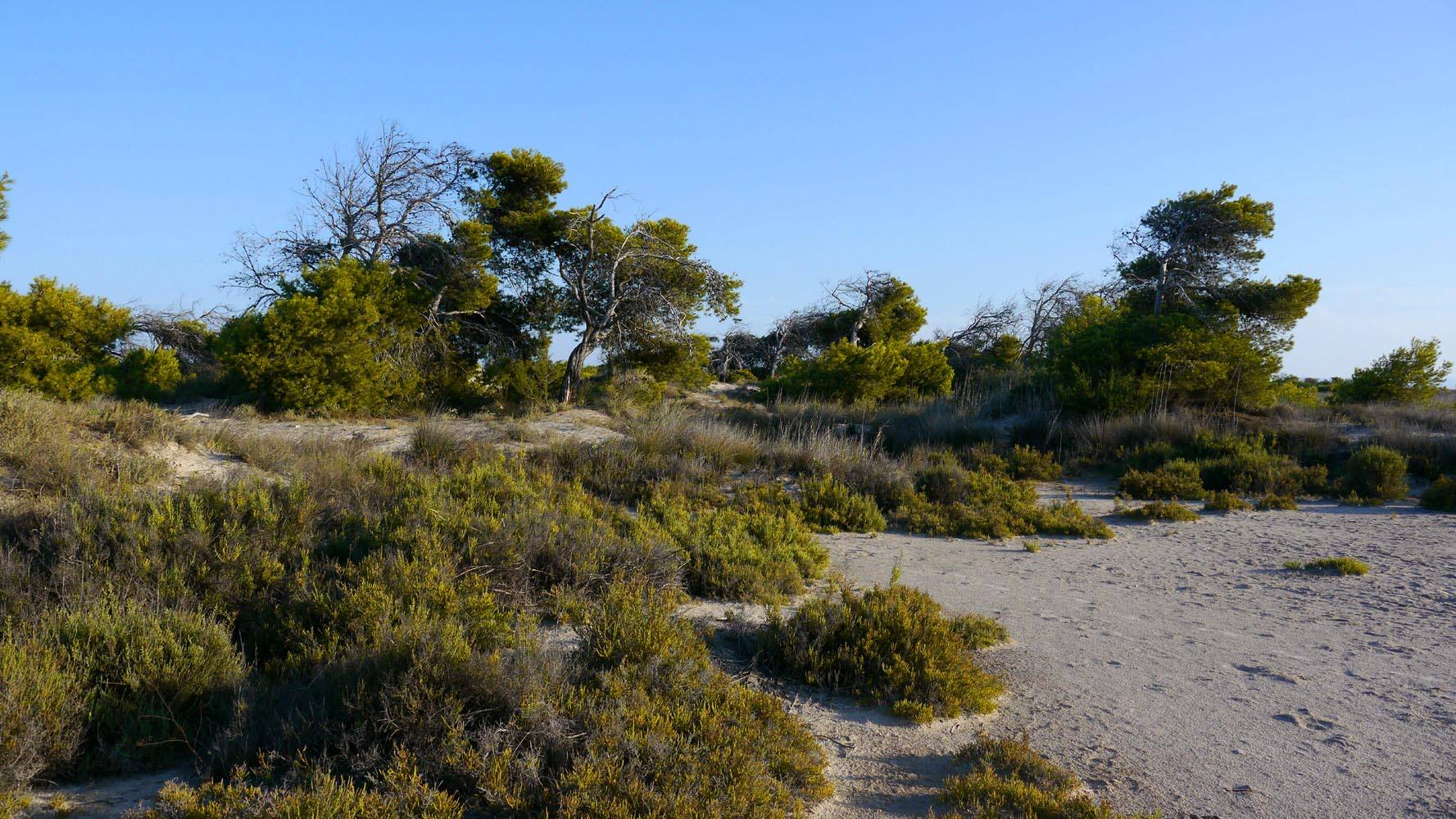
Pinos carrascos y sabinas de las dunas en la zona de arenales.
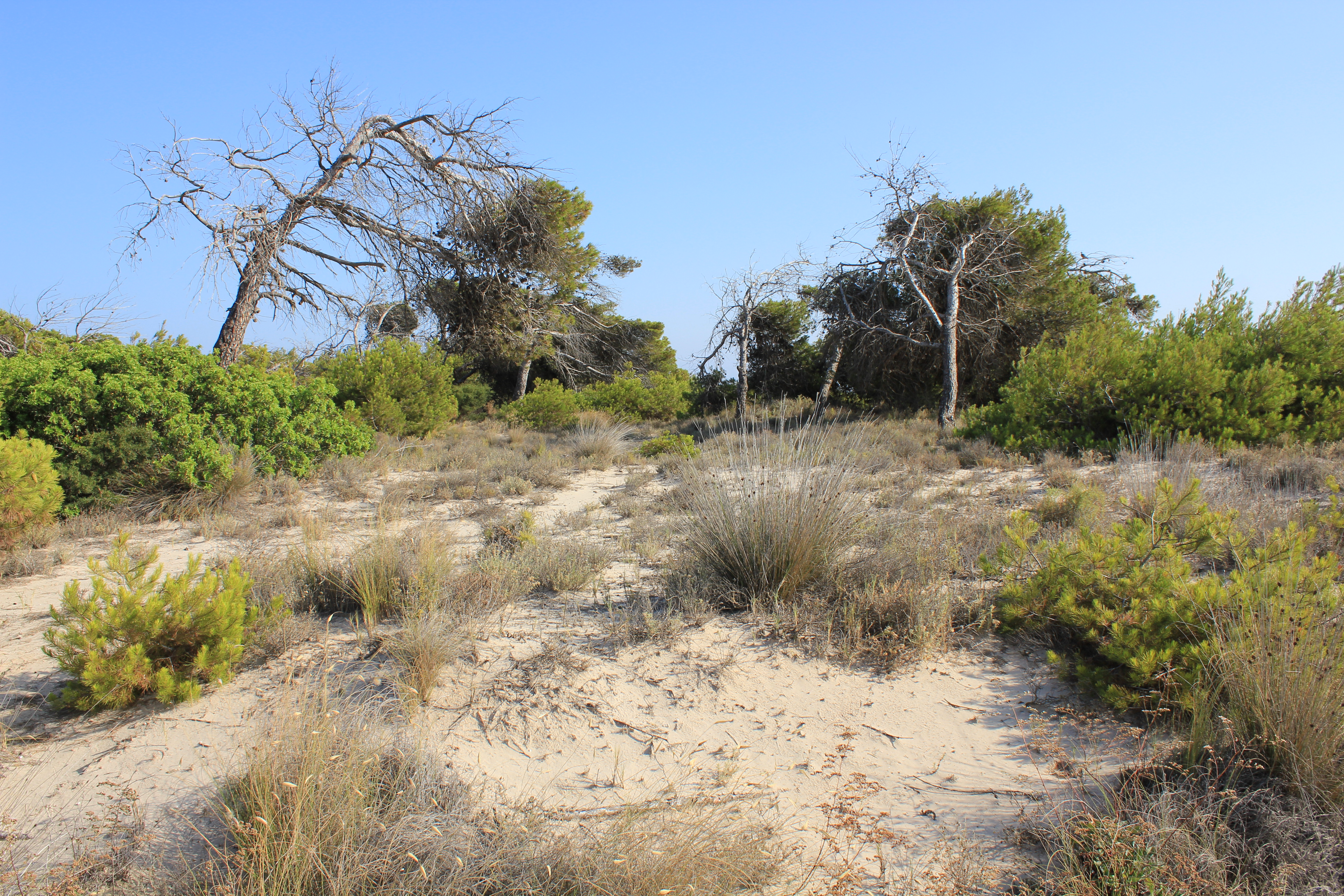
Vista de la vegetación dunar.
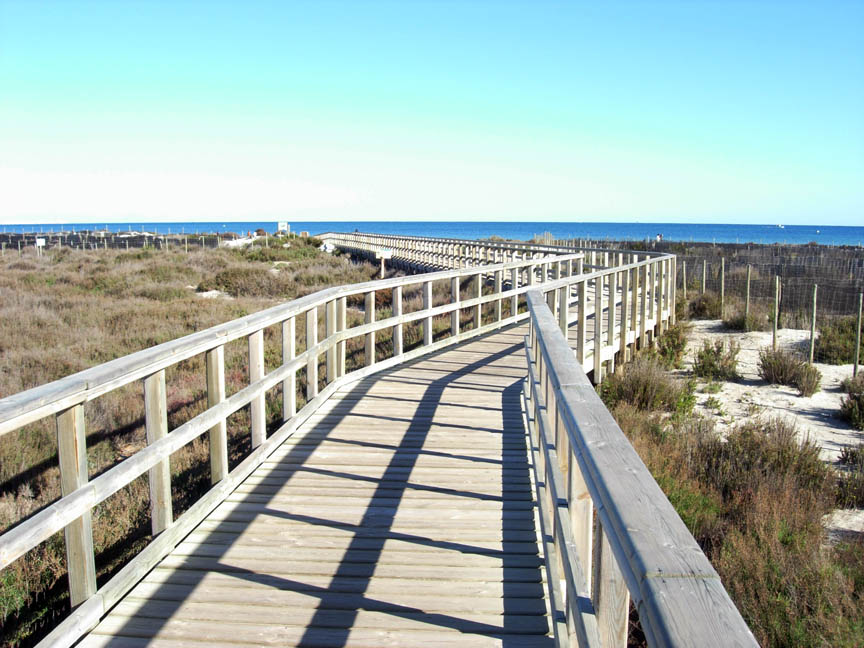
Pasarela sobre las dunas.
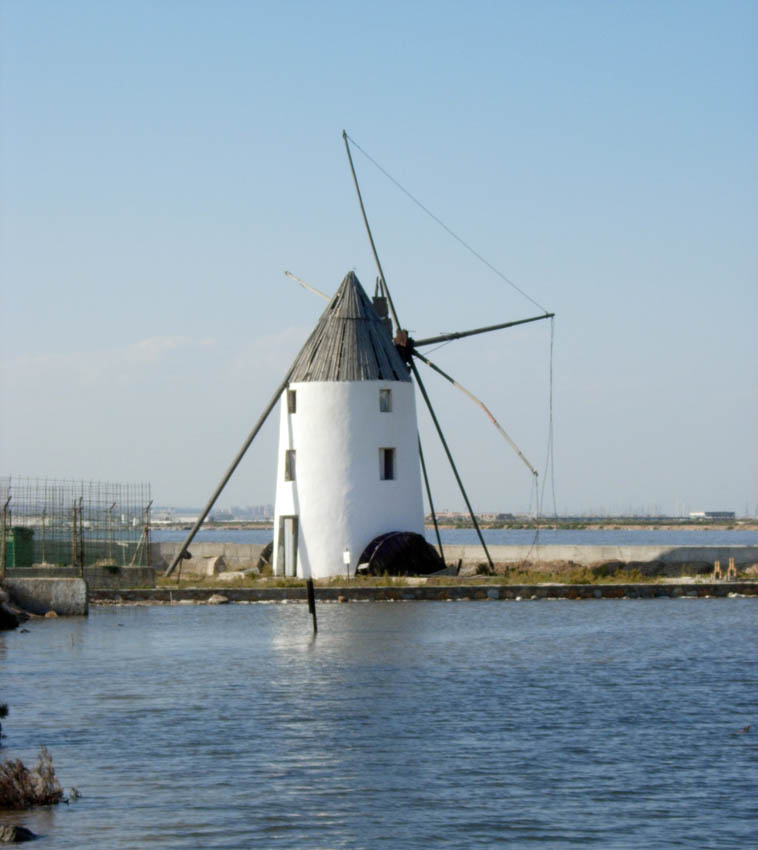
Molino salinero de la Ezequiela o de la Calcetera.
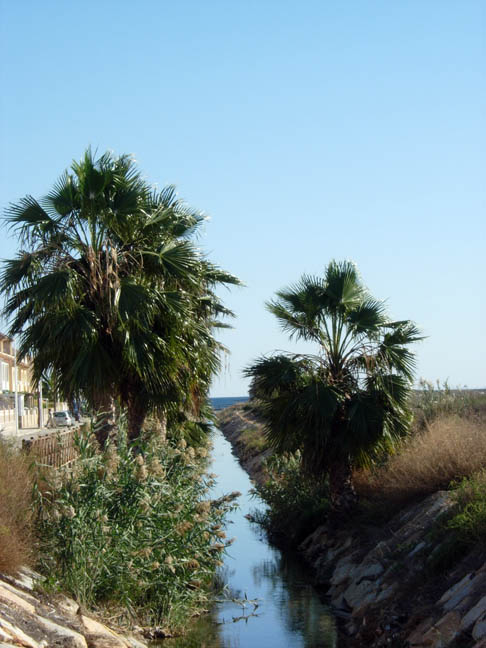
Una serie de canales (acequias) rodea el parque. En la foto se puede contemplar como desemboca en el mar en el límite con El Mojón
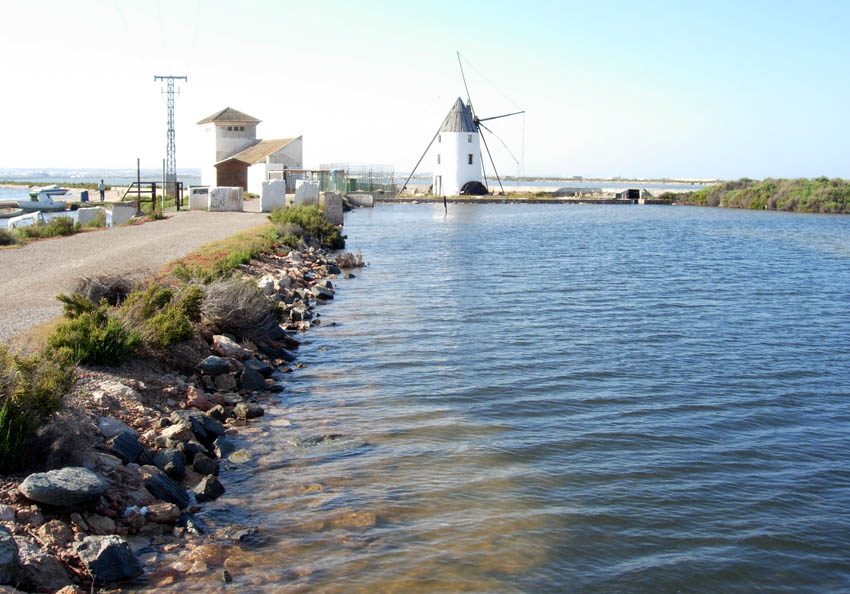
Las charcas se extienden varios km..
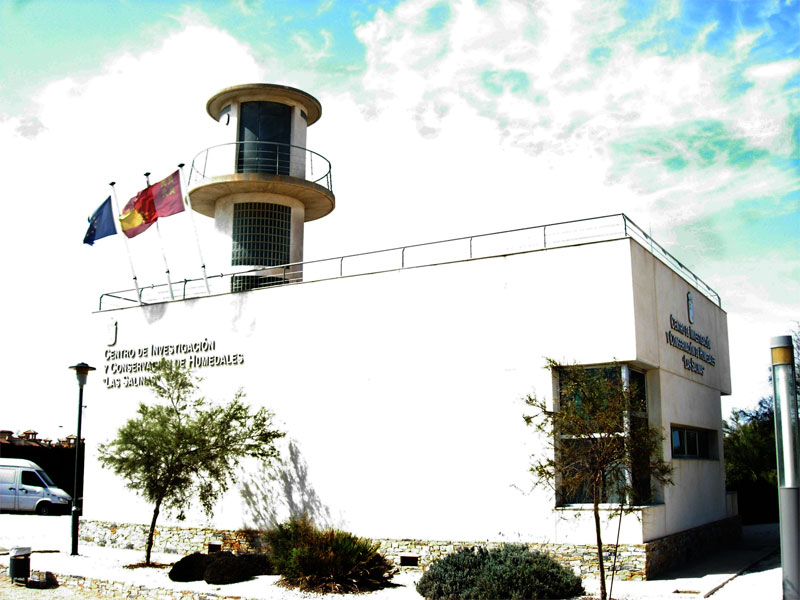
Las visitas en grupo al parque se pueden organizar desde el Centro de Visitantes "Las Salinas"
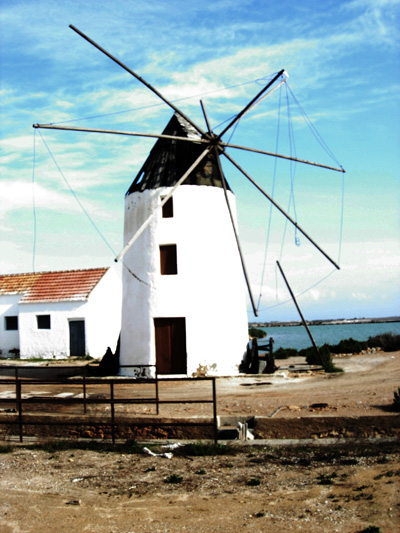
Los molinos se utilizaron para bombear agua entre las charcas hasta los años 60. En la foto el Molino de Quintín.
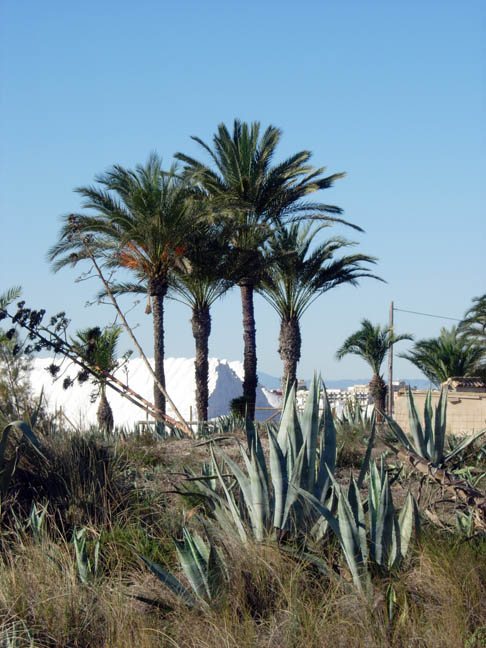
Se intenta armonizar los intereses naturales y de explotación de las Salinas, así como los turísticos.
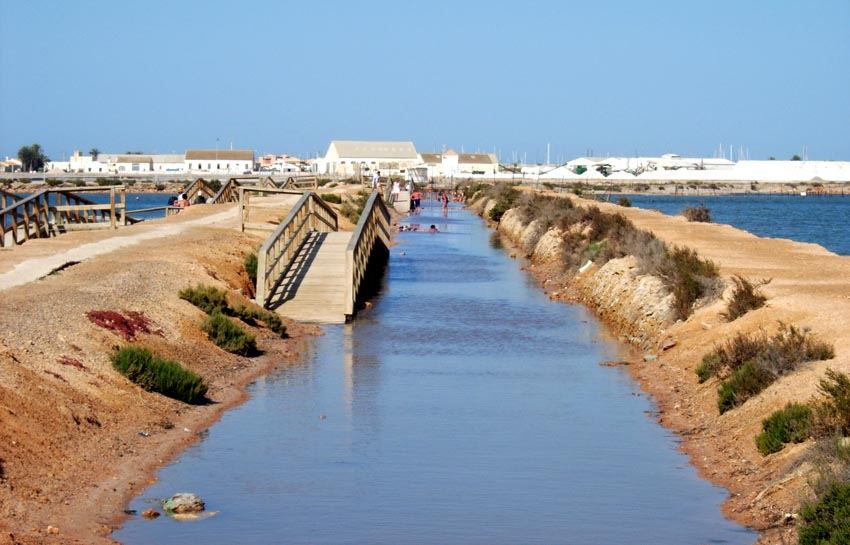
Son muy apreciados los baños de lodo en las charcas.
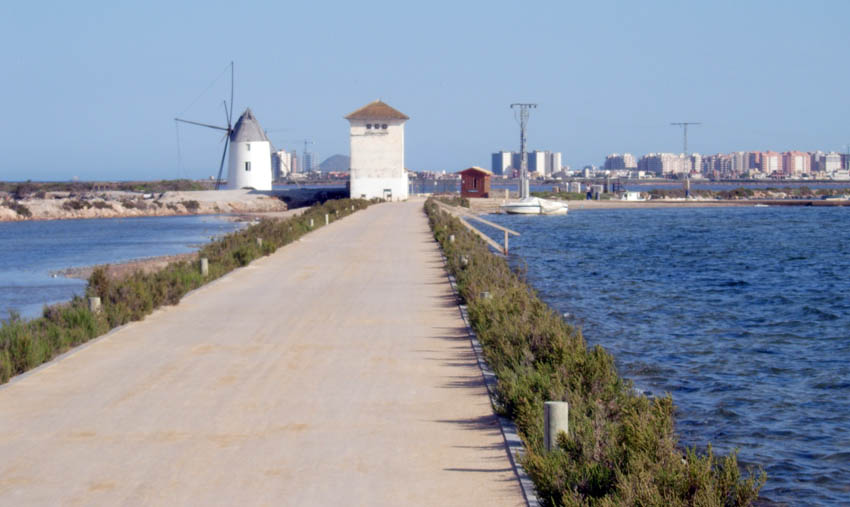
Camino al molino, al fondo edificios en La Manga del Mar Menor.
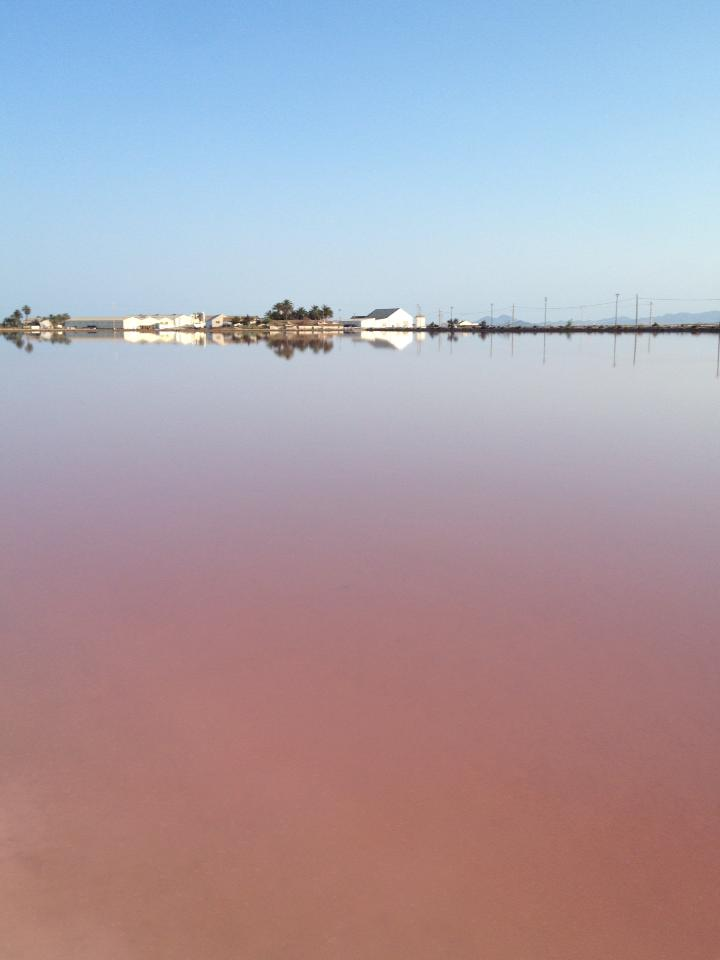
Vista de una de las charcas critalizadoras (las de cosecha), con las edificaciones salineras al fondo

## Historia
Las Salinas de San Pedro del Pinatar se han estado explotando desde la época romana hasta nuestros días, aunque es probable que se explotaran anteriormente. Conocidas como las salinas de Patnía, Alfonso X las incorpora a la Corona castellana en 1266, posteriormente pasan a ser explotadas por la Orden Franciscana.
En 1470 las compra el concejo murciano y las pone bajo arrendamiento, la mayor parte del tiempo (1494-1580) explotadas por la familia Hurtado. Felipe II las incorpora al patrimonio de la Corona española en 1564 como un elemento más de la política centralizadora de recursos.
En el siglo XVIII se construye un muelle de la sal al mar Mediterráneo para facilitar su comercialización. En 1879 la sal deja de ser monopolio del Estado y las salinas salen a la venta. En 1880 el empresario gallego Manuel García Coterillo las compra y desde entonces se conocen como las salinas de Coterillo.
En 1905 la burguesía de la zona crea la "Mancomunidad de las Salinas Marítimas de San Pedro del Pinatar" y se las compra a la familia Coterillo. Esta compra supone una ampliación de sus instalaciones y se construyen los dos molinos de viento más característicos: el de Quintín y el de la Calcetera (o Ezequiela), así como el camino que los comunicaba. Esta ampliación se realizó ocupando territorio al Mar Menor.
En 1920 la compañía mallorquina Salinera Española S.A. compró las salinas, que eran la empresa más importante de San Pedro del Pinatar. En esta época coincidiendo con la creación de los sindicatos obreros se crea un grupo sindical ("Trabajadores de la sal, La Realidad") que demuestra un alto poder reivindicativo en la zona. Durante la guerra civil (1936-1939) la empresa estuvo autogestionada por los propios trabajadores; pero al finalizar la contienda la empresa recuperó su propiedad.
Posteriormente han continuado ampliando sus instalaciones y mejorando su producción, que podría situarse en torno a las 75.000 toneladas anuales.
Desde la creación de la reserva natural en 1985 y Parque Regional en 1992 podría mostrarse como un ejemplo dónde se ha conseguido un cierto equilibrio armónico entre la protección natural y una actividad económica.